# Marcela Sandoval
Marcela Paz Alejandra Sandoval Osorio (Arica, 9 de febrero de 1974) es una periodista y política chilena, militante del partido Frente Amplio. Se desempeñó como diputada por el distrito N.° 14 de la Región Metropolitana de Santiago, en reemplazo del renunciado Renato Garín.
En marzo de 2022 fue designada por la Coordinadora Sociocultural de la Presidencia Irina Karamanos como directora de la Fundación para la Promoción y Desarrollo de la Mujer (Prodemu). Entre agosto de 2023 y enero de 2025 fue Ministra de Bienes Nacionales bajo el gobierno del presidente Gabriel Boric.

## Biografía
Creció en Graneros, estudió en el Colegio Nuestra Señora de Graneros y Sagrado Corazón de Rancagua y en la Universidad de Santiago de Chile (USACH), donde se tituló de periodista. Realizó un Magíster en Literatura Hispanoamericana en la misma casa de estudios. Desarrolló diplomados en género, cultura y sexualidad (2000-2001); diplomado y postítulo en metodologías cualitativas en investigación psicosocial (2009-2010), ambos en la Universidad de Chile; y Derechos de las mujeres y participación política (2013), Programa IVLP "Women in action”.
En el ámbito laboral, se desempeñó como periodista del Servicio de Salud Metropolitano del Ambiente, entre 1998 y 2003, investigadora y luego jefa de estudios publicitarios en el Servicio Nacional del Consumidor (SERNAC) entre 2003 y 2007. En materia de derechos humanos trabajó en el Centro de Derechos Humanos de la Universidad de Chile, el Instituto Nacional de Derechos Humanos (INDH) y fue jefa de comunicaciones y relaciones institucionales del Museo de la Memoria (2014-2017).

## Trayectoria política
Se desempeñó como dirigente del Colegio de Periodistas e integrante de la Red de Periodistas Feministas. Militante de Revolución Democrática (RD), fue secretaria nacional (2015-2016) y vicepresidenae de la Macro Zona Centro del partido.

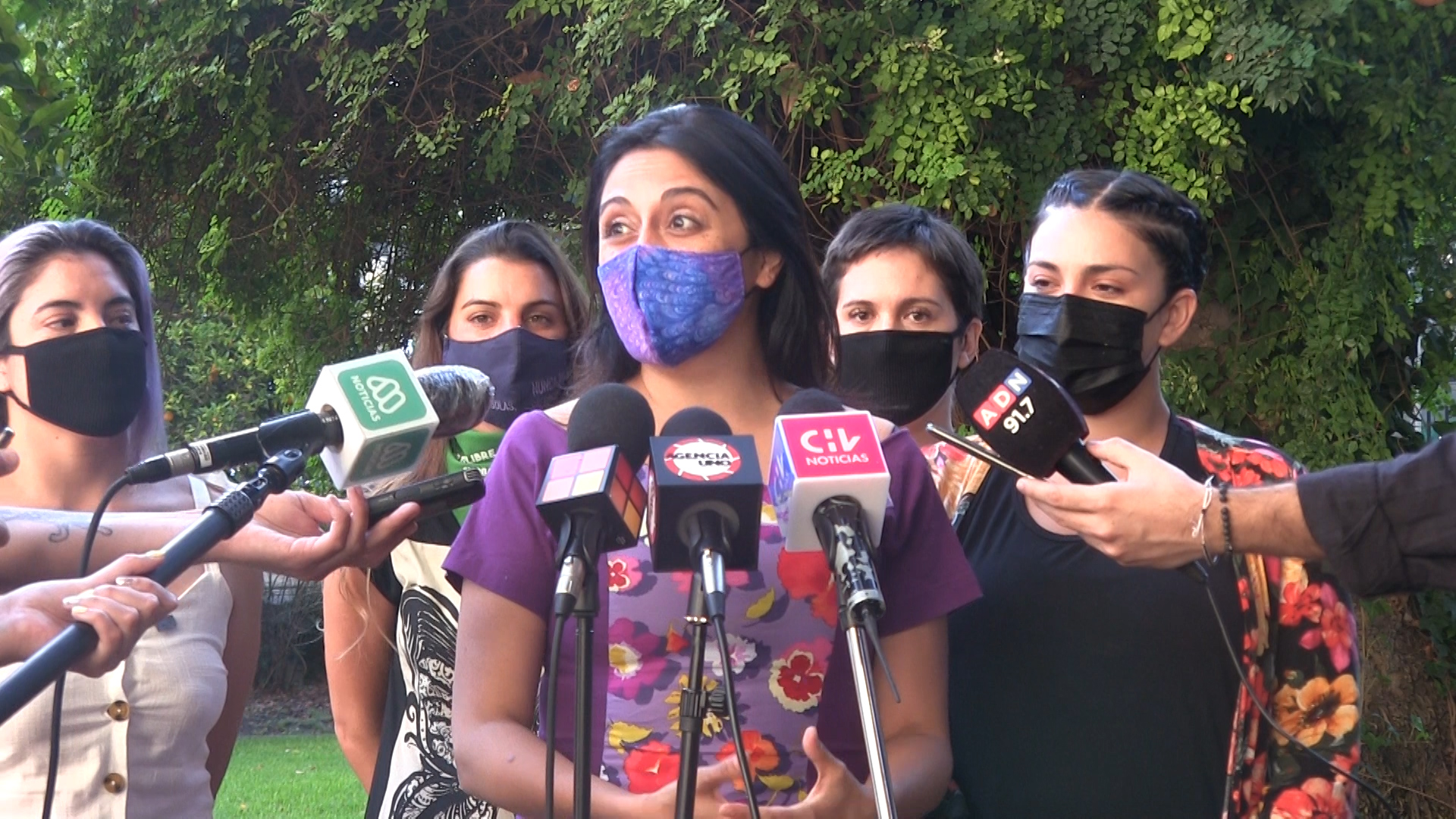
Marcela Sandoval presentando el proyecto de ley "lo personal es político".

En las elecciones parlamentarias de 2017 fue candidata a diputada por el distrito 8 bajo el pacto Frente Amplio, sin lograr ser elegida.
En diciembre de 2020 el diputado Renato Garín anunció que dejaría su cargo para ser candidato a la Convención Constitucional. Aunque el parlamentario había renunciado a RD en 2019, el cupo en la Cámara le pertenecía a la colectividad, que debía designar a un reemplazante. Para el proceso se realizaron consultas internas, las que dieron por ganadora a Paz Gajardo. A pesar de esto, el consejo político decidió nombrar a Sandoval, quien asumió el cargo el 2 de marzo de 2021.
Integró la Comisión Permanente de Trabajo y Seguridad Social, y formó parte del Comité Mixto RD, Comunes, Convergencia Social e Independientes. Durante su gestión en la presidencia de la Comisión de Medioambiente se aprobó la Ley Marco de Cambio Climático.[cita requerida]
En agosto de 2023 fue nombrada ministra y en enero de 2025 el presidente Boric la sacó de su cargo.

## Historial electoral

### Elecciones parlamentarias de 2017
- Elecciones parlamentarias de 2017 a Diputado por el distrito 8 (Cerrillos, Colina, Estación Central, Lampa, Maipú, Til Til, Pudahuel y Quilicura)[10]

### Elecciones parlamentarias de 2021
- Elecciones parlamentarias de 2021 a diputado por el distrito 14 (Alhué, Buin, Calera de Tango, Curacaví, El Monte, Isla de Maipo, María Pinto, Melipilla, Padre Hurtado, Paine, Peñaflor, San Bernardo, San Pedro y Talagante)[11]